# 5. Klavierkonzert (Prokofjew)
Das Klavierkonzert Nr. 5 in G-Dur, opus 55 von Sergei Prokofjew wurde Ende 1931 komponiert. Die Uraufführung erfolgte am 31. Oktober 1932 in Berlin mit den Berliner Philharmonikern unter Wilhelm Furtwängler. Als Solist spielte der Komponist selbst, wie bei fast allen Uraufführungen seiner Konzerte.

## Musik
Nachdem Prokofjew sein 4. Klavierkonzert vollendet hatte (ein Auftragswerk nur für die linke Hand und Orchester, welches von seinem Auftraggeber Paul Wittgenstein abgelehnt wurde), beschloss er, ein neues Klavierkonzert zu schreiben, wieder für zwei Hände und Orchester. Mit seinen fünf Sätzen entspricht das Konzert nicht der klassischen drei- oder viersätzigen Konzertform, weshalb der Komponist das Werk ursprünglich als Musik für Klavier und Orchester bezeichnen wollte. Prokofjews guter Freund Mjaskowski überzeugte ihn, die Komposition als Klavierkonzert zu bezeichnen.
Die Spieldauer beträgt etwa 22–25 Minuten. Die fünf Satzbezeichnungen lauten:
1. Allegro con brio (4–5 min)
2. Moderato ben accentuato (3–4 min)
3. Toccata: Allegro con fuoco (1–2 min)
4. Larghetto (6–7 min)
5. Vivo (5–6 min)

Besonders der erste und dritte Satz zeugen von Strawinskys Einfluss. Der zweite und vierte Satz weisen altrussische folkloristische Themen auf.
Prokofjew selbst rechnete das Konzert später unter den „fünf Grundlinien“ seines Schaffens der „motorischen“ zu. Aus diesem Charakter der Komposition ergeben sich vor allem in den schnellen Sätzen hohe spieltechnische Anforderungen an den Solisten.

## Besetzung
Holzbläser:
zwei Querflöten, zwei Oboen, zwei Klarinetten, zwei Fagotte
Blechbläser:
zwei Hörner, zwei Trompeten, zwei Posaunen
Schlagwerk:
Pauke, Große Trommel, Kleine Trommel
Streicher:
Violinen, Bratschen, Celli, Kontrabässe

## Diskographie
Neben den Gesamtaufnahmen von Alexander Toradse, Waleri Gergijew, Wladimir Aschkenasi und André Previn gibt es unter anderem Einspielungen von Swjatoslaw Richter und Nikolai Demidenko.